# Franciszek Żmurko

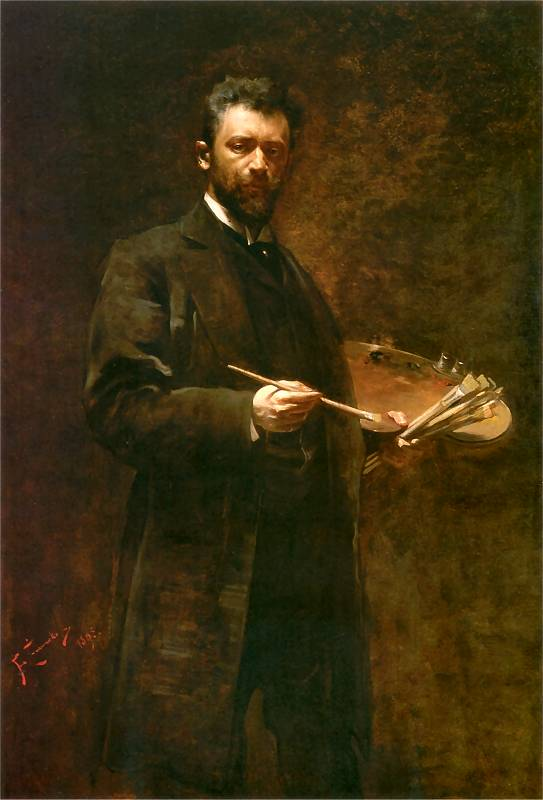
Zelfportret, 1895

Franciszek Żmurko (Lemberg, 18 juli 1859 - Warschau, 9 oktober 1910) was een Pools kunstschilder.

## Leven en werk
Żmurko was de zoon van een wiskundeprofessor aan de Universiteit van Lemberg. Hij begon zijn schilderstudies bij de Lembergse kunstenaar Franciszek Tepa. In 1876 ging hij naar de Kunstacademie in Krakau en studeerde daar onder Jan Matejko. In 1877 vervolgde hij zijn kunststudies aan de Kunstacademie in München en ontmoette daar Frank Duveneck.
In 1880 keerde Żmurko terug naar Krakau. Een jaar later kreeg hij een studiebeurs van keizer Frans Jozef I van Oostenrijk en maakte hij een uitgebreide reis naar Rome. Na zijn terugkeer in 1882 vestigde hij zich in Warschau, startte er een atelier en zou daar blijven wonen tot aan zijn dood, in 1910, op 51-jarige leeftijd.
Żmurko schilderde in olie zowel als pastel, meest vrouwenportretten en halfnaakten, ook haremscènes en thema’s uit de mythologie. Zijn stijl vertoonde lichte invloeden van zowel het impressionisme, het symbolisme en de jugendstil, maar bleef in de basis toch klassiek-academisch. Hij was niettegenstaande de erotische inslag van veel van zijn werken erg geliefd in aristocratische kringen en wordt vooral gezien als salonschilder.
Werk van Żmurko is te zien in vrijwel alle belangrijke Poolse musea, onder andere in het Muzeum Narodowe te Krakau.

## Portretten

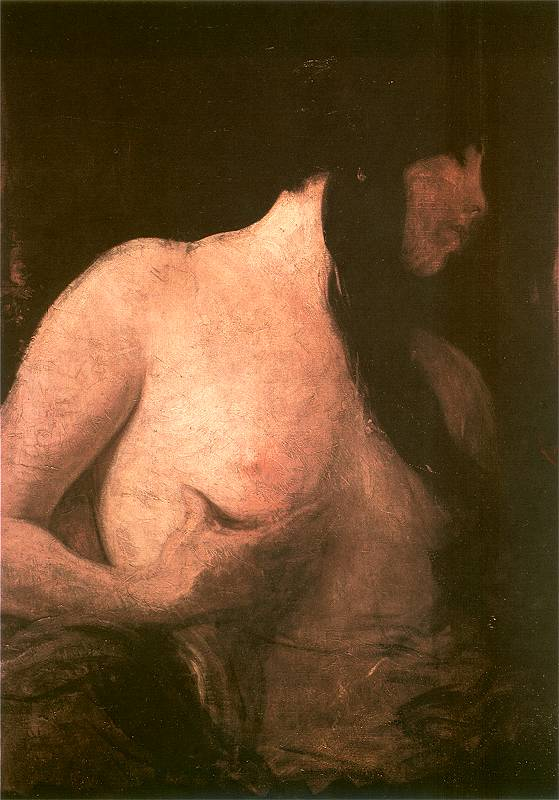
Zwarte vlechten
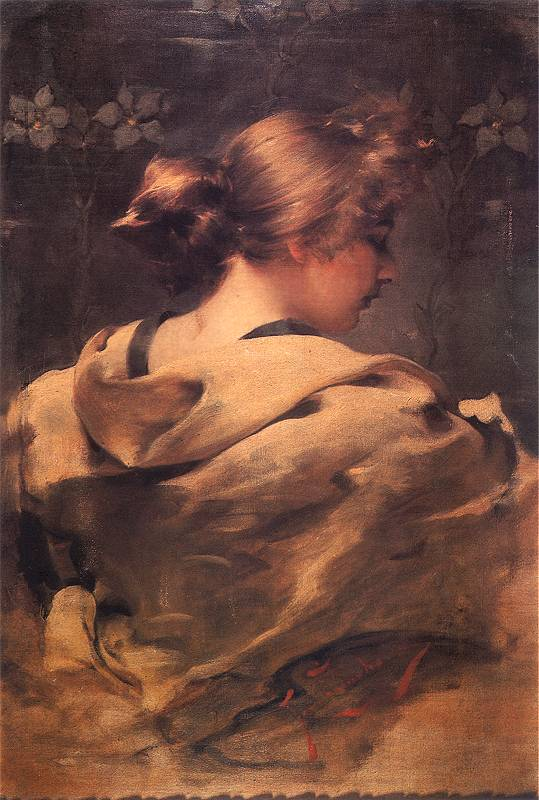
Portret van een jonge vrouw
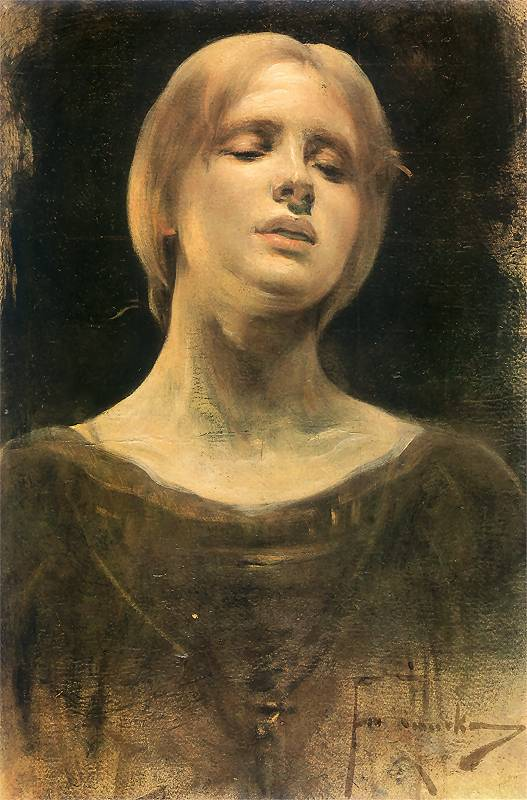
Studie voor Laudamus Feminam
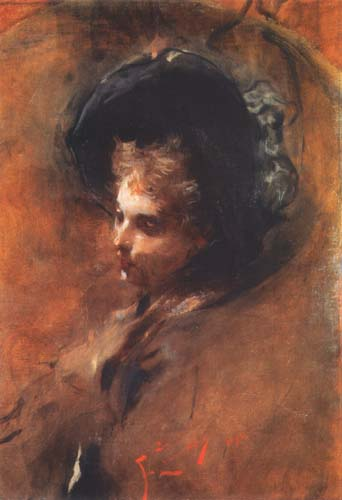
Meisje met hoed
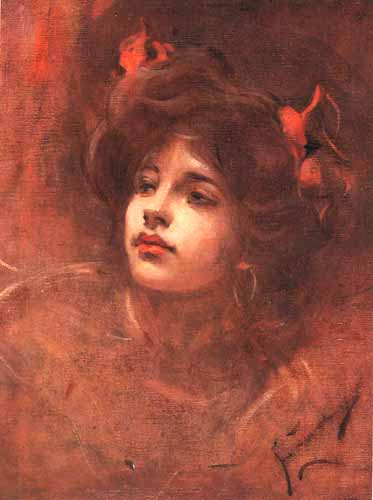
Meisje met rode linten in het haar
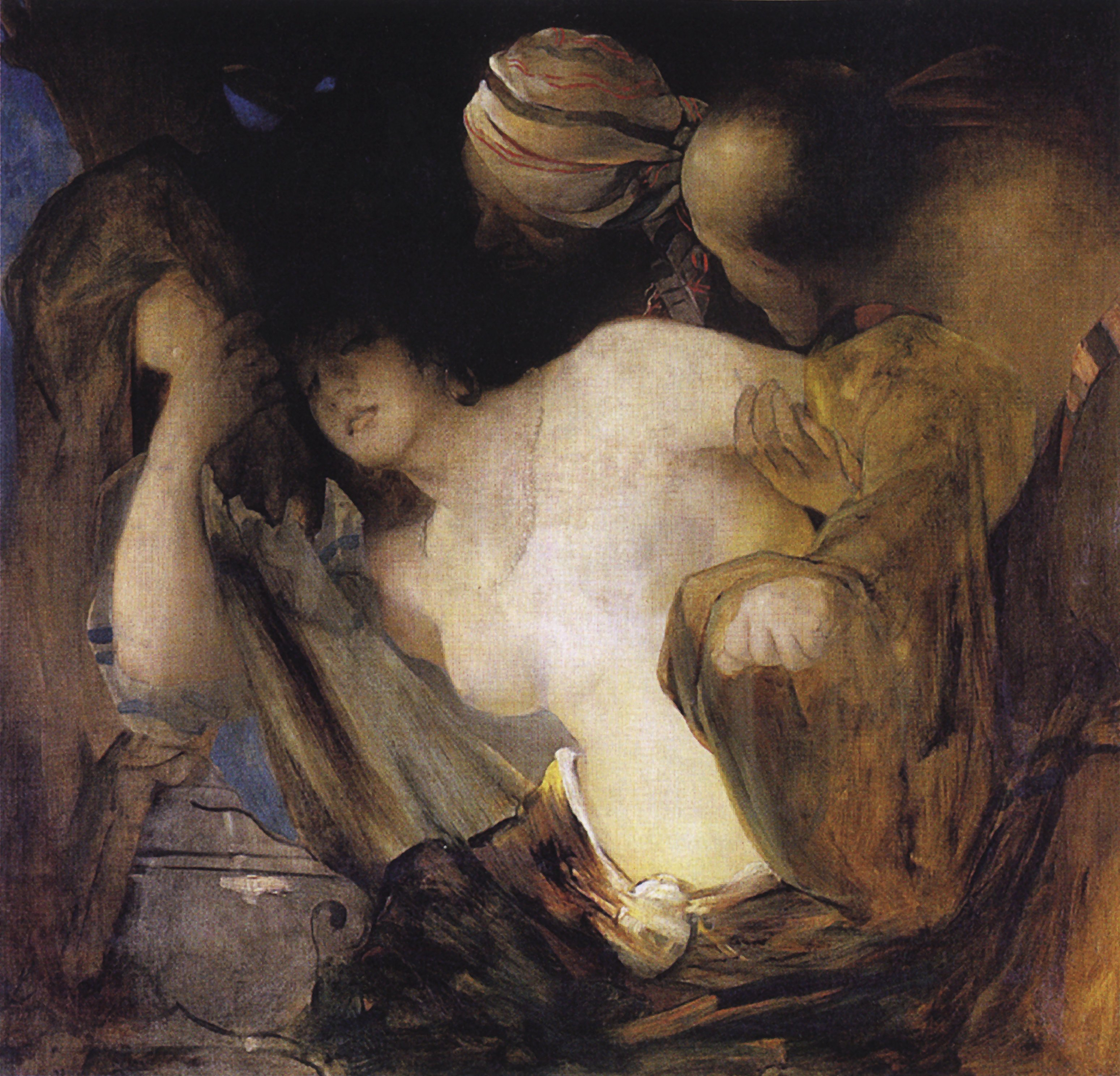
Suzanna en de ouderen
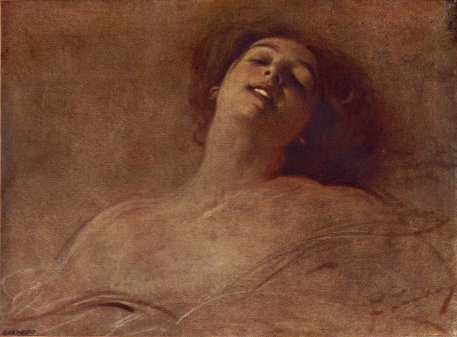
Illustratie 8 Żmurko-Ilustracja-8.jpg
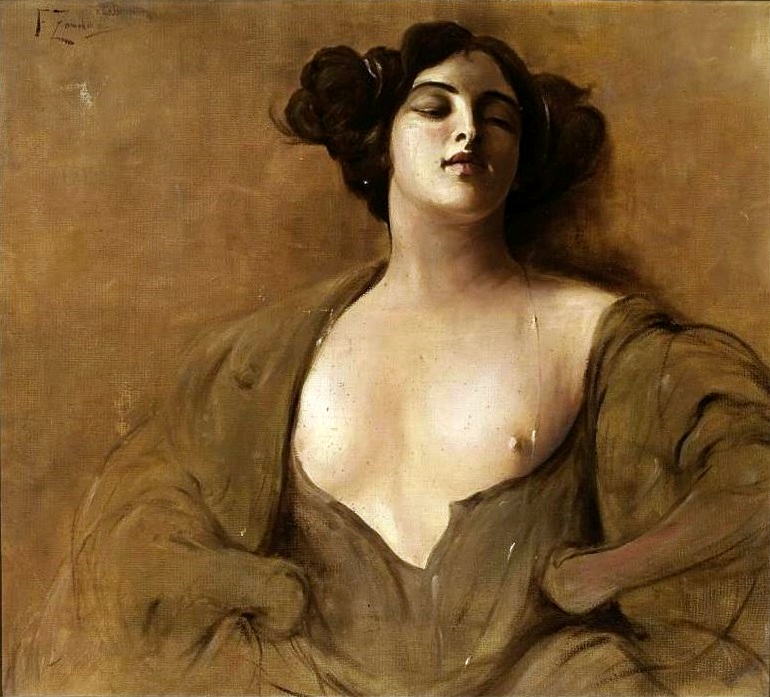
Een Donna
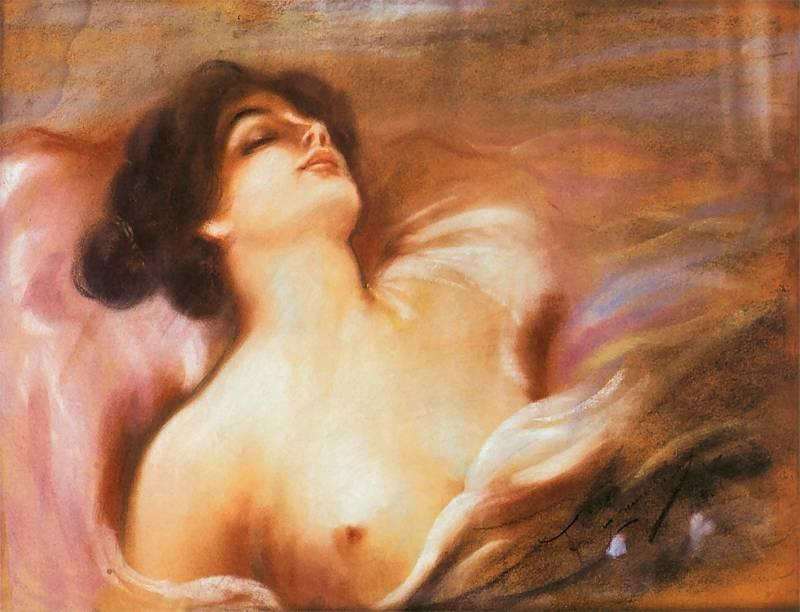
Poolse vrouw
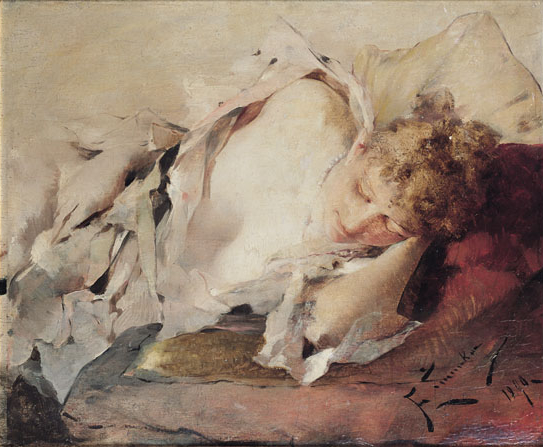
Droom